# Oh, What a Night (chanson des Dells)
Pour les articles homonymes, voir Oh, What a Night.
Singles de The Dells
I Can't Do Enough
(1969) On the Dock of the Bay
(1969)
Oh, What a Night (ou Oh, What a Nite) est une chanson du groupe vocal masculin noir américain The Dells.
Originellement, la chanson a été publiée en 1956 en single sous le label Vee-Jay Records et a atteint le top 10 des classements R&B Best Sellers in Stores et Most Played R&B in Juke Boxes du magazine musical américain Billboard.
En 1969, les Dells enregistrent une nouvelle version de cette chanson et la sort en single et sur l'album Love Is Blue. Cette version a débuté à la 35e place du classement R&B et à la 65e place du Hot 100 de Billboard dans la semaine du 16 août 1969 et a atteint la 1re place du classement R&B et la 10e place du Hot 100 pour la semaine du 27 septembre. (L'album a débuté à la 139e place du Billboard 200 dans la semaine du 23 août et a atteint la 54e place pour la semaine du 25 octobre.)
En 2004, Rolling Stone a classé cette chanson, dans la version des Dells de 1969, 260e sur sa liste des « 500 plus grandes chansons de tous les temps » (en 2010, le magazine rock américain a mis à jour sa liste, maintenant la chanson est 263e). Elle est également sélectionnée par le Rock and Roll Hall of Fame, en 1995, comme l'une des « 500 chansons qui ont façonné le rock 'n' roll ».

## Composition
La chanson a été écrite par Marvin Junior et John Funches. L'enregistrement de 1969 a été produit par Bobby Miller.